# Hrvatske radijske postaje
U Hrvatskoj svoj program emitira 148 radijskih postaja s dodijeljenom koncesijom za određeno područje i koji su u većini u privatnom vlasništvu.
Hrvatski radio kao javni servis emitira 3 nacionalna i 8 područnih radijskih postaja.

## Nacionalne postaje

### Hrvatski radio
- Prvi program Hrvatskoga radija (HRT – HR 1)
- Drugi program Hrvatskoga radija (HRT – HR 2)
- Treći program Hrvatskoga radija (HRT – HR 3)

### Privatne radio postaje
- Hrvatski katolički radio
- Otvoreni radio
- bravo!

## Područna razina

#### Područni centri HRT-a
- HRT – Radio Dubrovnik
- HRT – Radio Knin
- HRT – Radio Osijek
- HRT – Radio Pula
- HRT – Radio Rijeka
- HRT – Radio Sljeme
- HRT – Radio Split
- HRT – Radio Zadar

#### Privatne radio postaje
- Radio Kaj – područje Krapinsko-zagorske županije, Zagrebačke županije, istočni i središnji dio Varaždinske županije te gradovi Zagreb, Koprivnica i Čakovec
- Radio Dalmacija – područje Dalmacije

## Županijska i mjesna razina
| Županija                        | Naziv radio postaje                | MHz                                      | Područje koncesije |
| ------------------------------- | ---------------------------------- | ---------------------------------------- | --- |
| Grad Zagreb                     | Antena Zagreb                      | 89,7                                     | Grad Zagreb, Zagrebačka županija |
| Grad Zagreb                     | Top Radio                          | 101,0                                    | Grad Zagreb, Zagrebačka županija |
| Grad Zagreb                     | Laganini FM                        | 89,1 98,0                                | Grad Zagreb |
| Grad Zagreb                     | Extra FM                           | 93,6 104,5                               | Grad Zagreb |
| Grad Zagreb                     | Radio Marija                       | 96,4 106,8                               | Grad Zagreb |
| Grad Zagreb                     | Yammat FM                          | 102,5                                    | Grad Zagreb |
| Grad Zagreb                     | Enter Zagreb                       | 97,0 99,0                                | Istočni dio grada Zagreba |
| Grad Zagreb                     | Radio Student                      | 100,5                                    | dio grada Zagreba |
| Zagrebačka županija             | Obiteljski radio Ivanić            | 99,4                                     | Grad Ivanić-Grad |
| Zagrebačka županija             | Zabavni Radio                      | 90,3 101,8                               | Gradovi Zagreb i Dugo Selo te općine Brckovljani i Rugvica                                                                                  |
| Zagrebačka županija             | Radio Jaska                        | 93,8                                     | Grad Jastrebarsko |
| Zagrebačka županija             | Radio Samobor                      | 93,0                                     | Grad Samobor |
| Zagrebačka županija             | Radio Sveta Nedelja                | 97,7                                     | Grad Sveta Nedelja |
| Zagrebačka županija             | Radio Zelina                       | 92,9                                     | Grad Sveti Ivan Zelina |
| Zagrebačka županija             | Happy FM                           | 94,9                                     | Šire područje grada Velika Gorica |
| Zagrebačka županija             | Radio Vrbovec                      | 94,5                                     | Grad Vrbovec |
| Zagrebačka županija             | Z fm                               | 99,5 96,0                                | Šire područje grada Zaprešića |
| Zagrebačka županija             | City Radio                         | 88,6                                     | Grad Velika Gorica, općina Kravarsko i općina Lekenik                                                                                       |
| Krapinsko-zagorska županija     | Radio Hrvatsko zagorje – Krapina   | 91,5 97,9 99,2 102,2 104,9               | Šire područje grada Krapina |
| Krapinsko-zagorska županija     | Radio Marija Bistrica              | 100,4                                    | Općina Marija Bistrica |
| Krapinsko-zagorska županija     | Radio Stubica                      | 95,6 106,9                               | Šire područje grada Donja Stubica |
| Krapinsko-zagorska županija     | Zagorski radio                     | 87,8 89,0 101,6 105,5 107,9              | Krapinsko-zagorska županija |
| Krapinsko-zagorska županija     | Radio Zlatar                       | 97,9                                     | Grad Zlatar |
| Sisačko-moslavačka županija     | Radio Moslavina                    | 101,4                                    | Šire područje grada Kutina |
| Sisačko-moslavačka županija     | Petrinjski radio                   | 106,9                                    | Grad Petrinja |
| Sisačko-moslavačka županija     | Radio Banovina                     | 93,2 96,8 99,1                           | Sisačko-moslavačka županija |
| Sisačko-moslavačka županija     | Radio Novska                       | 88,3                                     | Grad Novska |
| Sisačko-moslavačka županija     | Radio Sisak                        | 89,4 93,1                                | Grad Sisak |
| Sisačko-moslavačka županija     | Radio Sisačko Moslavački - RSM     | 91,7 97,6                                | Sisačko-moslavačka županija |
| Karlovačka županija             | Prvi Karlovački                    | 90,1                                     | Gradovi Karlovac i Duga Resa te općine Barilović i Draganić                                                                                 |
| Karlovačka županija             | Trend Radio                        | 102,1 106,9                              | Šire područje grada Karlovca |
| Karlovačka županija             | Radio Mrežnica                     | 95,4                                     | Šire područje grada Duge Rese |
| Karlovačka županija             | Radio Ogulin                       | 96,6                                     | Šire područje grada Ogulina |
| Karlovačka županija             | Radio Slunj                        | 95,2                                     | Grad Slunj |
| Varaždinska županija            | Radio Megaton                      | 104,9                                    | Općine Vidovec i Beretinec te dio grada Varaždina i dio općine Maruševec                                                                    |
| Varaždinska županija            | Sjeverni FM                        | 92,8                                     | Grad Ivanec |
| Varaždinska županija            | Radio Ludbreg                      | 93,4                                     | Grad Ludbreg |
| Varaždinska županija            | Radio Max                          | 99,3                                     | Općina Maruševec |
| Varaždinska županija            | Radio Novi Marof                   | 97,5                                     | Grad Novi Marof |
| Varaždinska županija            | Radio Sjeverozapad                 | 95,2                                     | Grad Varaždin |
| Međimurska županija             | Hrvatski radio Čakovec-HRČAK       | 98,0 99,8                                | Međimurska županija |
| Međimurska županija             | Radio 105                          | 104,0                                    | Šire područje grada Mursko Središće |
| Međimurska županija             | Radio 1                            | 105,6                                    | Šire područje grada Čakovca |
| Međimurska županija             | Studio M                           | 98,8                                     | Grad Prelog te općine Donji Kraljevec, Goričan, Sveta Marija, Domašinec, Dekanovec, Podturen, Veliki Bukovec, Donji Vidovec i Donja Dubrava |
| Koprivničko-križevačka županija | Radio Koprivnica-RKC               | 88,7 91,7 95,5 101,5                     | Koprivničko-križevačka županija |
| Koprivničko-križevačka županija | Radio Drava                        | 92,5                                     | Grad Koprivnica |
| Koprivničko-križevačka županija | Prigorski radio                    | 96,6                                     | Grad Križevci |
| Koprivničko-križevačka županija | Podravski radio                    | 87,6                                     | Grad Đurđevac |
| Bjelovarsko-bilogorska županija | Alfa Radio                         | 100,1                                    | Bjelovarsko-bilogorska županija |
| Bjelovarsko-bilogorska županija | Super radio                        | 89,0 105,4                               | Grad Čazma |
| Bjelovarsko-bilogorska županija | Krugoval 93,1 MHz                  | 93,1                                     | Grad Garešnica |
| Bjelovarsko-bilogorska županija | Radio Daruvar                      | 91,5                                     | Grad Daruvar |
| Bjelovarsko-bilogorska županija | Radio Grubišno Polje               | 95,1                                     | Grad Grubišno Polje |
| Bjelovarsko-bilogorska županija | Radio Terezija                     | 93,9 99,2                                | Grad Bjelovar |
| Primorsko-goranska županija     | Radio Jadranka Mali Lošinj         | 92,8                                     | Grad Mali Lošinj |
| Primorsko-goranska županija     | Pomorski Radio Bakar               | 95,8                                     | Grad Bakar |
| Primorsko-goranska županija     | Radio Gorski kotar                 | 89,6 92,4 95,0 107,1                     | Gradovi Čabar, Delnice i Vrbovsko i Općine Brod Moravice, Fužine, Lokve, Mrkopalj, Ravna Gora i Skrad                                       |
| Primorsko-goranska županija     | Radio otok Krk                     | 89,2 96,0 96,3                           | otok Krk |
| Primorsko-goranska županija     | Radio Rab                          | 92,6                                     | Grad Rab i Općina Lopar |
| Primorsko-goranska županija     | Laganini FM Rijeka                 | 87,6 91,0 100,1                          | Primorsko-goranska županija |
| Primorsko-goranska županija     | Radio Korzo                        | 98,4                                     | Grad Rijeka |
| Primorsko-goranska županija     | Radio Marija                       | 88,8                                     | Grad Rijeka |
| Primorsko-goranska županija     | Radio Kastav                       | 90,3                                     | Gradovi Kastav i Rijeka |
| Virovitičko-podravska županija  | ICV Radio                          | 91,8 92,9 93,7 96,3                      | Virovitičko-podravska županija |
| Virovitičko-podravska županija  | Radio Orahovica                    | 95,7                                     | Grad Orahovica |
| Virovitičko-podravska županija  | Pitomi Radio                       | 93,5                                     | Općine Pitomača, Špišić Bukovica, Kloštar Podravski i Podravske Sesvete                                                                     |
| Virovitičko-podravska županija  | The Room FM                        | 97,0                                     | Grad Virovitica |
| Virovitičko-podravska županija  | Radio Marija                       | 88,3                                     | Šire područje grada Virovitice |
| Virovitičko-podravska županija  | Radio Slatina                      | 107,4                                    | Grad Slatina |
| Požeško-slavonska županija      | Laganini FM Požega                 | 92,4 99,0                                | Požeško-slavonska županija |
| Požeško-slavonska županija      | Radio Vallis Aurea-RVA             | 90,2 96,7                                | Gradovi Požega i Pleternica te općine Velika, Kaptol, Jakšić i Kutjevo                                                                      |
| Brodsko-posavska županija       | Radio Slavonija                    | 88,6 89,1 96,0 96,2                      | Brodsko-posavska županija |
| Brodsko-posavska županija       | Radio Brod                         | 101,3                                    | Grad Slavonski Brod |
| Brodsko-posavska županija       | Radio 92 FM                        | 92,0                                     | Grad Slavonski Brod |
| Brodsko-posavska županija       | Domaći Radio                       | 98,1                                     | Grad Nova Gradiška |
| Brodsko-posavska županija       | Radio Prkos                        | 91,0                                     | Grad Nova Gradiška |
| Brodsko-posavska županija       | Radio Bljesak                      | 105,5                                    | Općina Okučani |
| Osječko-baranjska županija      | Slavonski radio                    | 89,7 91,0 100,6 106,2                    | Osječko-baranjska županija |
| Osječko-baranjska županija      | Braniteljski radio Nepokoreni grad | 107,8                                    | Dio grada Osijeka |
| Osječko-baranjska županija      | Laganini FM Osijek                 | 99,1                                     | Grad Osijek |
| Osječko-baranjska županija      | Studentski radio UNIOS             | 107,8                                    | Grad Osijek |
| Osječko-baranjska županija      | Bijelo-plavi radio                 | 92,7                                     | Grad Osijek |
| Osječko-baranjska županija      | Hrvatski Radio Valpovština-HRV     | 89,0                                     | Grad Valpovo |
| Osječko-baranjska županija      | Novi Radio                         | 99,5                                     | Grad Đakovo |
| Osječko-baranjska županija      | Radio Banska Kosa                  | 96,9                                     | Grad Beli Manastir |
| Osječko-baranjska županija      | Radio Baranja                      | 88,0                                     | Grad Beli Manastir |
| Osječko-baranjska županija      | Radio Donji Miholjac-RDM           | 92,3                                     | Grad Donji Miholjac |
| Osječko-baranjska županija      | Radio Našice                       | 88,7 94,0                                | Grad Našice |
| Osječko-baranjska županija      | Radio Đakovo                       | 87,6 100,2                               | Šire područje grada Đakova |
| Osječko-baranjska županija      | Gradski radio Belišće-GRB          | 101,3                                    | Grad Belišće |
| Vukovarsko-srijemska županija   | Radio Dunav                        | 101,5                                    | Grad Vukovar |
| Vukovarsko-srijemska županija   | Hrvatski radio Vukovar HRV         | 95,4 104,1 107,2                         | Vukovarsko-srijemska županija |
| Vukovarsko-srijemska županija   | Radio Županja                      | 97,5                                     | Šire područje grada Županje |
| Vukovarsko-srijemska županija   | Radio Ilok                         | 101,3                                    | Grad Ilok |
| Vukovarsko-srijemska županija   | Radio Vinkovci                     | 90,2                                     | Grad Vinkovci |
| Vukovarsko-srijemska županija   | Radio Borovo                       | 100,7                                    | Općina Borovo |
| Vukovarsko-srijemska županija   | Radio Marija                       | 91,6                                     | Šire područje grada Vukovara |
| Istarska županija               | Radio Istra                        | 88,0 88,7 92,1 96,9 97,9 98,0 98,5 107,3 | Istarska županija |
| Istarska županija               | Radio Maestral                     | 95,4                                     | Grad Pula |
| Istarska županija               | Radio Centar-Studio Poreč          | 89,6 93,6                                | Šire područje grada Poreča |
| Istarska županija               | Radio Labin                        | 91,0 93,2 95,0 99,7                      | Grad Labin |
| Istarska županija               | Radio Eurostar                     | 101,7                                    | Gradovi Buje i Umag |
| Istarska županija               | Rovinj FM                          | 88,5 90,7 94,8                           | Grad Rovinj |
| Istarska županija               | Medulin FM                         | 95,0                                     | Grad Pula i Općina Medulin |
| Istarska županija               | Radio Rojc                         | 89,7                                     | Grad Pula |
| Ličko-senjska županija          | Radio Gospić                       | 97,1 105,7                               | Ličko-senjska županija |
| Ličko-senjska županija          | Hrvatski radio Otočac-HRO          | 90,1 93,0 107,6                          | Šire područje grada Otočca |
| Ličko-senjska županija          | Radio Senj                         | 90,8 99,8                                | Grad Senj |
| Zadarska županija               | Radio Biograd na Moru-BNM          | 94,0 100,5                               | Šire područje grada Biograda na Moru |
| Zadarska županija               | Novi Radio                         | 89,3 91,6 102,6 103,8                    | Zadarska županija |
| Zadarska županija               | Radio Benkovac                     | 93,0                                     | Šire područje grada Benkovca |
| Zadarska županija               | Radio 057                          | 91,0                                     | Grad Zadar |
| Zadarska županija               | Antena Zadar                       | 97,2                                     | Grad Zadar |
| Zadarska županija               | Radio Pag                          | 94,8                                     | Otok Pag |
| Šibensko-kninska županija       | Radio Drniš                        | 89,0                                     | Grad Drniš |
| Šibensko-kninska županija       | Radio Ritam                        | 93,2 97,3 106,4                          | Grad Šibenik |
| Šibensko-kninska županija       | Županijski Radio Šibenik           | 88,6 100,7 104,9 92,8                    | Šibensko-kninska županija |
| Splitsko-dalmatinska županija   | Radio Imotski                      | 107,4                                    | Grad Imotski |
| Splitsko-dalmatinska županija   | Hit Radio                          | 92,2 104,9                               | Šire područje grada Sinja |
| Splitsko-dalmatinska županija   | Radio Nautic                       | 90,5                                     | Otok Vis |
| Splitsko-dalmatinska županija   | Radio Marija                       | 97,2                                     | Grad Split |
| Splitsko-dalmatinska županija   | Megamix Radio Hvar                 | 94,7 95,4                                | Šire područje grada Hvara |
| Splitsko-dalmatinska županija   | Ultra FM Split                     | 93,6 96,8 99,3                           | Splitsko-dalmatinska županija |
| Splitsko-dalmatinska županija   | Radio Biokovo                      | 105,0                                    | Grad Vrgorac |
| Splitsko-dalmatinska županija   | Radio Makarska Rivijera            | 97,6 98,4                                | Grad Makarska |
| Splitsko-dalmatinska županija   | Radio Brač                         | 91,8 102,7 106,0                         | Otok Brač |
| Splitsko-dalmatinska županija   | Gradski radio Trogir               | 95,6                                     | Grad Trogir |
| Splitsko-dalmatinska županija   | Radio Sunce                        | 90,9 92,9                                | Šire područje grada Splita |
| Splitsko-dalmatinska županija   | Radio Kampus                       | 104,1                                    | Grad Split |
| Dubrovačko-neretvanska županija | Radio Blato                        | 92,0                                     | Općina Blato |
| Dubrovačko-neretvanska županija | Radio Delta                        | 97,0                                     | Grad Metković |
| Dubrovačko-neretvanska županija | Radio Korčula                      | 87,5 107,5                               | Grad Korčula |
| Dubrovačko-neretvanska županija | Radio-M                            | 90,1                                     | Općina Vela Luka |
| Dubrovačko-neretvanska županija | Radio Ploče                        | 94,5                                     | Grad Ploče |
| Dubrovačko-neretvanska županija | Soundset Ragusa                    | 96,3 99,6 107,0                          | Dubrovačko-neretvanska županija |
| Dubrovačko-neretvanska županija | UNIDU radio                        | 97,5                                     | Dio grada Dubrovnika |
| Dubrovačko-neretvanska županija | Radio Val                          | 96,5                                     | Općina Vela Luka |